# Petite-Rosselle
 Petite-Rosselle  es una comuna        y población de Francia, en la región de Lorena, departamento de Mosela, en el distrito de Forbach y cantón de Stiring-Wendel.
Su población en el censo de 1999 era de 6.785 habitantes. Forma parte de la aglomeración urbana de Forbach.
Está integrada en la  Communauté d'agglomération de Forbach-Porte de France .

## Demografía
| 8984 | 8301 | 7794 | 7160 | 6944 | 6785 |
| Para los censos de 1962 a 1999 la población legal corresponde a la población sin duplicidades (Fuente: INSEE [Consultar]) |      |      |      |      |      |